# Deghdzavan
Deghdzavan (en arménien Դեղձավան est une communauté rurale du marz de Tavush, en Arménie. Fondée en 1978, elle compte 244 habitants en 2008.